# Libethra tenuis
Libethra tenuis är en insektsart som beskrevs av Günther 1932. Libethra tenuis ingår i släktet Libethra och familjen Diapheromeridae. Inga underarter finns listade i Catalogue of Life.